# Jessica Deglau
Jessica Deglau (Vancouver, 27 de mayo de 1980) es una deportista canadiense que compitió en natación, especialista en el estilo libre.
Ganó cuatro medallas en el Campeonato Pan-Pacífico de Natación, en los años 1997 y 1999.
Participó en dos Juegos Olímpicos de Invierno, ocupando el quinto lugar en Atlanta 1996 y el quinto en Sídney 2000, en la prueba de 4 × 200 m libre.

## Palmarés internacional
| Campeonato Pan-Pacífico | Campeonato Pan-Pacífico | Campeonato Pan-Pacífico | Campeonato Pan-Pacífico |
| Año                     | Lugar                   | Medalla                 | Prueba                  |
| ----------------------- | ----------------------- | ----------------------- | ----------------------- |
| 1997                    | Fukuoka (Japón)         | Medalla de plata        | 4 × 200 m libre         |
| 1999                    | Sídney (Australia)      | Medalla de plata        | 200 m mariposa          |
| 1999                    | Sídney (Australia)      | Medalla de bronce       | 4 × 100 m libre         |
| 1999                    | Sídney (Australia)      | Medalla de bronce       | 4 × 200 m libre         |